# Dorysthenes sternalis
Dorysthenes sternalis là một loài bọ cánh cứng trong họ Cerambycidae.